# Luigi Legnani
Œuvres principales
- 36 caprices pour guitare (Opus 20)

Luigi Rinaldo Legnani (Ferrare, 7 novembre 1790 - Ravenne, 5 août 1877) était un guitariste, chanteur et compositeur italien du XIXe siècle.

## Biographie
Né à Ferrare, Luigi Legnani, à l'âge de 8 ans, déménage avec sa famille à Ravenne, où il meurt en 1877. Il commence alors des études musicales par le chant et la guitare. Il fait ses débuts au théâtre de Ravenne à l'âge de 17 ans, il chante alors en tant que ténor des arias des opéras de Donizetti et Rossini. 
Il publie sa première œuvre en 1819. Cette même année, il joue comme guitariste à la Scala de Milan. Cette representation est un succès, qui le conduit à une tournée européenne en 1822. Sa carrière le mène en Autriche, Allemagne, Suisse, France et Russie. Ses concerts à Vienne sont un franc succès, et il y est accueilli en star quand il y retourne en 1833 et en 1839. En 1842, il se déplace en Espagne, jouant à Madrid et Barcelone.
Il joua également avec Paganini, qu'il rencontra à Gênes en 1835. Il fut surnommé le « Paganini de la guitare. »[réf. nécessaire]
Son activité de concert a duré au moins jusqu'en 1850, cette année-là il revient en Italie et s'établit à Ravenne, la ville de son enfance. Il y poursuit une deuxième carrière de luthier, une activité qu'il avait déjà commencée en 1833 à Vienne avec le fabricant Stauffer. À Ravenne il construit des violons et des guitares de bonne qualité, dont certaines existent toujours. La guitare « Modèle Legnani » était populaire en Europe centrale jusqu'au milieu du XIXe siècle.

## Compositions
Ses compositions les plus connues sont certainement ses 36 caprices pour guitare (Opus 20), probablement inspirés des 24 caprices pour violon de son ami Paganini.
- Op. 1 - Terremoto con variazioni
- Op. 3 - Gran Ricercario
- Op. 5 - Duetto et Caprice de l’Opera l’Italienne à Alger
- Op. 7 - Cavatina de l’Opera l’Italienne à Alger
- Op. 8 - Pensa alla Patriade l’Opera l’Italienne à Alger
- Op. 10 - Scherzo consiste in un tema con quattro variazioni
- Op. 12 - Gran Variazioni sopra un motivo Tirolses
- Op. 16 - Tema con Variazioni
- Op. 18 et 24 - Deux Themes favoris d l’Opera de la Dame du Lac (ca 1820)
- Op. 19 - Fantasia Brillante e Facile per la Chitarra, en LA Majeur
- Op. 20 - 36 Capricci (ca.1822) (1882)
- Op. 21. Introduzione e Variazioni la Cavatina favorita Zelmira
- Op. 23 - Duetto concertante per chitarra e flauto
- Op. 25. Variazioni
- Op. 26. Motivi più favorita delle Opere Zelmira
- Op. 27. Introduzione gran variazioni e coda
- Op. 29. Thème avec variations brillantes
- Op. 30. Variations sur la Romance de Cendrillon de Rossini
- Op. 31. Pot-pourri brillant
- Op. 32 - Potpourri and Caprice
- Op. 34 - Gran Capriccio
- Op. 61 - Gran Fantasia
- Op. 62 - Introduzione e rondo
- Op. 63 - 36 Valses di difficoltà progressiva
- Op. 64 - Introduzione, tema, variazioni e finale
- Op. 201 - Variazioni sopra un Motivo della Norma
- Op. 202- Andante and Allegro from William Tell (1840)
- Op. 203 - Mélodies nationales Hongroises
- Op. 204 - Rondoletto Scherzoso
- Op. 222 - Recueil des mélodies modernes Cahier 1.
- Op. 222 - Recueil des mélodies modernes Cahier 2.
- Op. 222 - Recueil des mélodies modernes Cahier 3.
- Op. 222 - Recueil des mélodies modernes Cahier 4.
- Op. 224 - Introduzione, Tema e Variazioni
- Op. 237 - Thème et variations (ca 1846)
- Op. 238 - Gran Pot-pourri
- Op. 250 - 6 capricetti
- Op. 250 - Metodo per imparare Chitarra (1847)